# 멜빵바지

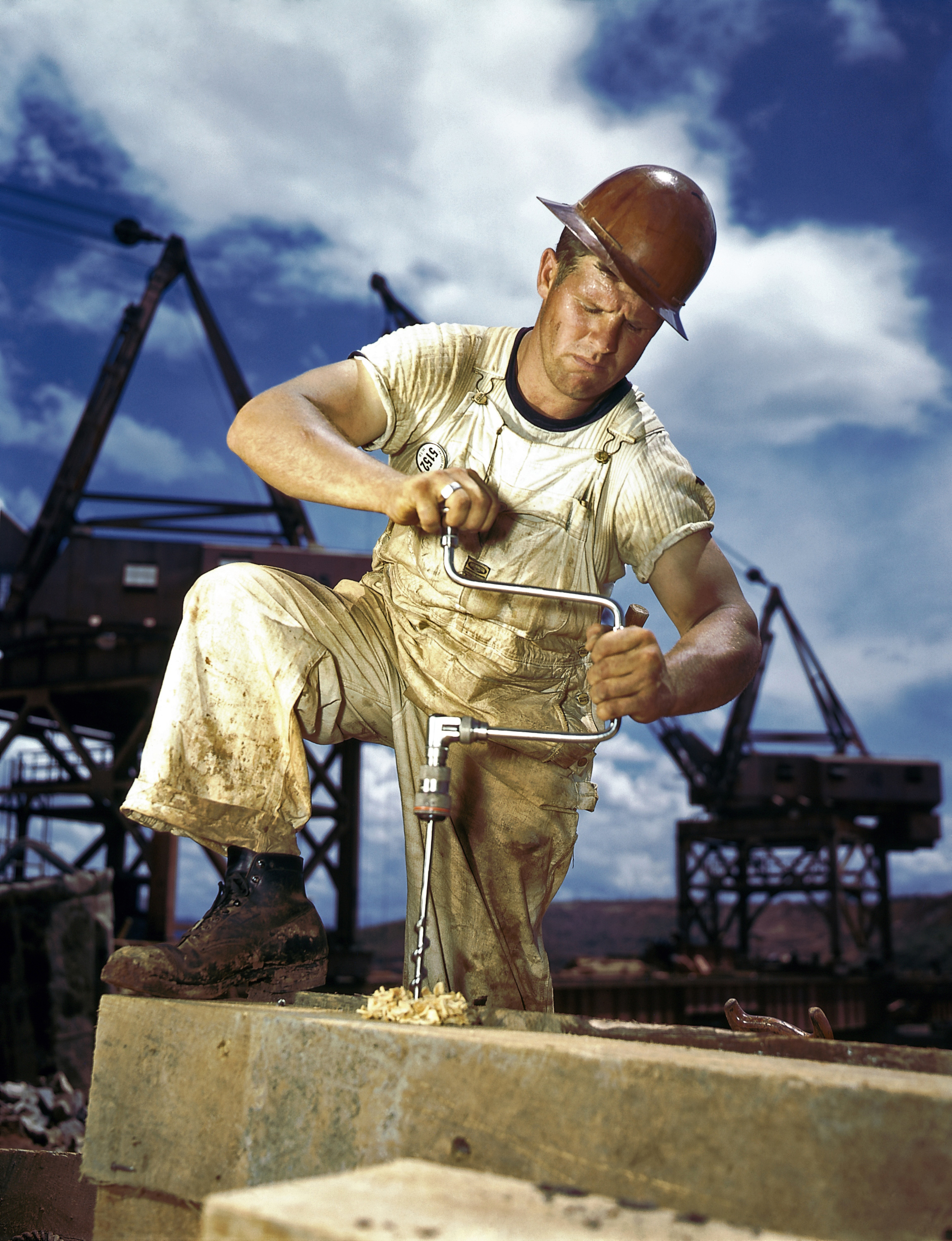
멜빵바지를 입고 일을 하는 건설 노동자의 모습.

멜빵바지 또는 오버올(overalls)은 가슴받이와 어깨끈인 멜빵이 달린 바지 형태의 의류로, 보통 작업복으로 사용된다.
멜빵바지는 원래 데님으로 만들었지만, 면섬유나, 코듀로이로 제작되기도 한다. 상업적으로 판매된 멜빵바지는 1890년대 리바이스의 리바이 스트라우스와 제이컵 W. 데이비스가 만든 것이 시초이다. 그 이후 여러 차례 변형을 거쳐 지금의 모양이 되었다. 처음에는 작업복으로만 사용되었지만 점차 패션 요소로 도입되었다.

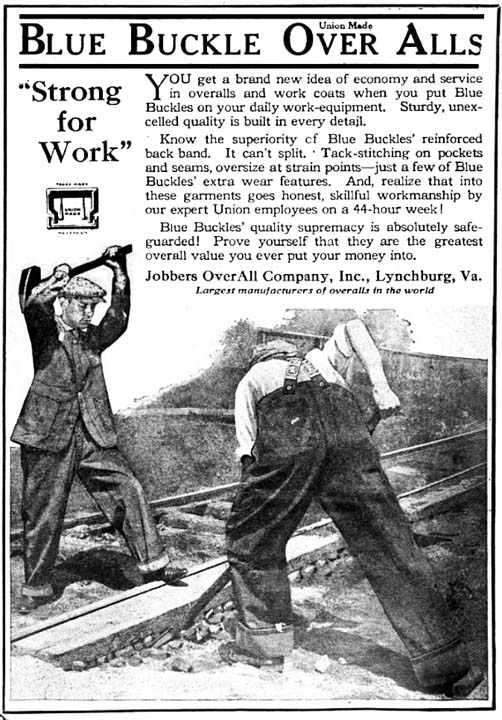
1920년대 광고에 묘사된 멜빵바지를 입은 철도 노동자

## 역사

### 시작
1776년 초 기록에 노예들이 멜빵 바지 형태의 의류를 입고 있다는 언급이 있다. 그러나 이것은 산업적으로 양산된 형태의 것은 아니다.
대량 생산된 최초의 멜빵 바지는 1890년대 리바이 스트라우스와 제이컵 데이비스가 만든 것이다. 그들이 만든 최초의 "청바지"는 실제로는 바지 위로 멜빵을 이어 붙인 형태였다. 다만 지금의 멜빵바지와 달리 가슴받이는 없었다. 데님으로 만든 의류는 특유의 내구성 때문에 작업복으로 널리 사용되었다. 1880년대에서 1890년대의 리바이스 전신인 리바이 스트라우스 앤드 컴퍼니의 슬로건은 "절대 찢어지지 말 것"이었다.
1911년 헨리 데이비드 리는 가슴받이와 어깨끈이 달린 형태의 바지를 처음으로 만들었다.
1927년 리는 버튼을 없애고 지퍼를 단 "후크리스 패스너"와 "버튼리스" 멜빵바지를 만들었다.

### 대공황
1930년대 대공황 시기 멜빵바지는 미국에서 가장 가난한 사람들인 농부, 광부, 벌목꾼, 철도 노동자 들의 작업복이자 일상복이었다. 또한 미국 남부와 중서부 지역 남성들과 소년들의 가장 일반적인 복장이었다. 당시의 모습은 미국의 사진가 워커 에번스의 작품들에 많이 남아 있다.

### 현대
다양한 종류의 텍스쳐를 보이는 가슴받이가 달린 멜빵바지는 1960년대부터 미국 젊은이들 사이에서 인기있는 의복이되었다.

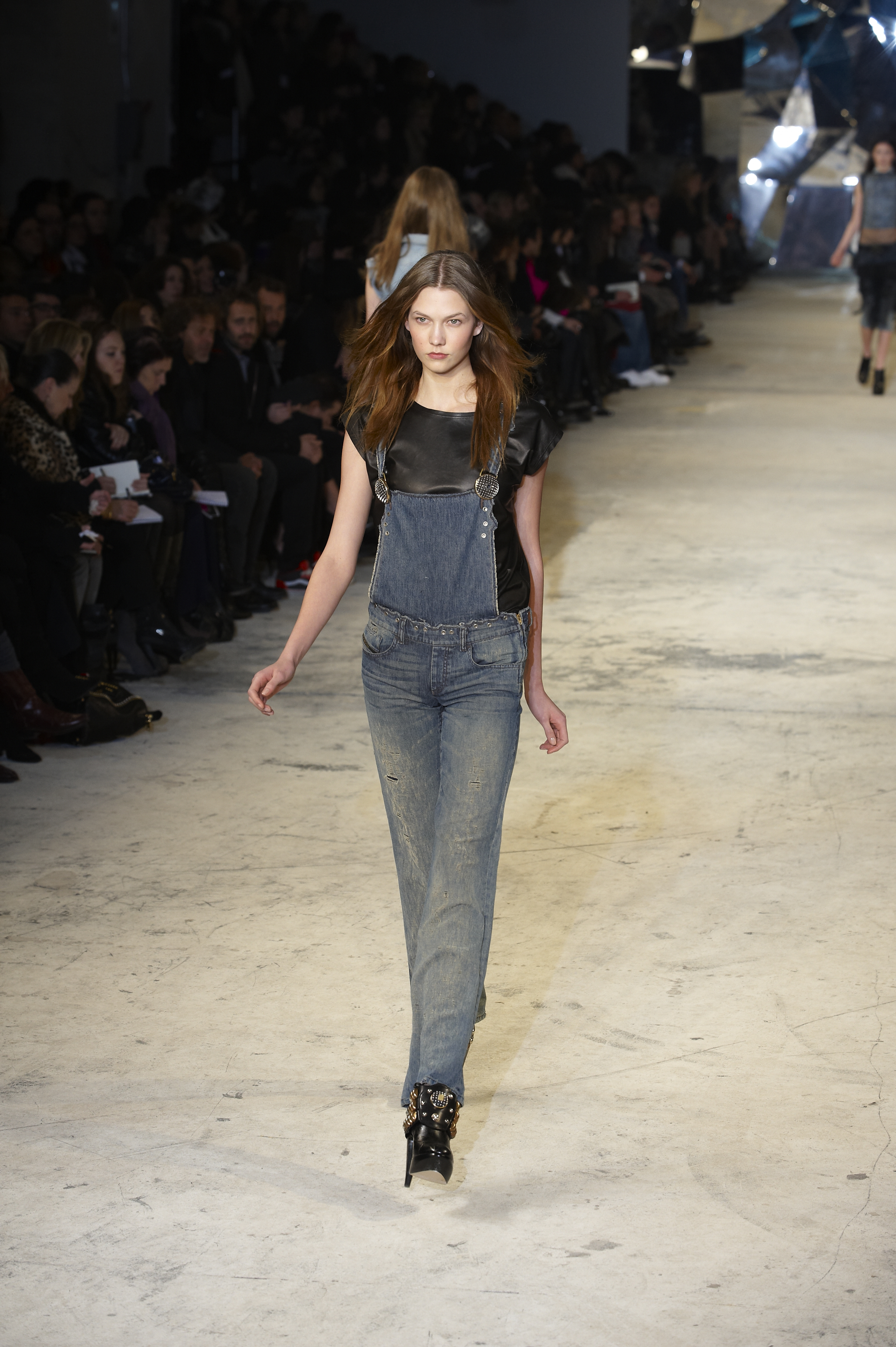
디젤 블랙 골드 가을/겨울 2010년 컬렉션

21세기에 들어 멜빵바지는 고급 의류로 발전했다. 스텔라 메카트니와 같은 패션 디자이너는 다양한 연령대와 성별에 따른 기성복을 디자인한 컬렉션을 선보이고 있다. 메카트니의 어린이용 멜빵바지의 가격은 138 달러 정도로 결코 싸다고 할 수 없다. 노드스트롬이 파는 멜빵바지의 가격은 1,080 달러 정도이다.

## 브랜드
리바이스와 리를 청바지를 비롯한 멜빵바지의 원조라고 부를 수 있지만 오늘날에는 다양한 브랜드가 멜빵바지를 만들고 있다.
- 오슈코시 비고시는 1895년 위스콘신에서 창업한 멜빵바지 전문 회사이다. 1960년대 후반부터 아동용 멜빵바지도 생산하고 있다.[6]
- 디트로이트의 회사인 라너드 카터 앤드 컴퍼니는 자칭 "세계 최대 멜빵바지 제조사"로 철도 노동자를 위한 멜빵바지 유니폼을 공급하였다.[4]
- 또 다른 대량 생산 브랜드로 1904년 노스캐롤라이나에서 시작한 블루벨이 있었다. 블루벨의 멜빵바지는 철도 노동자 사이에서 인기가 있었다.
- 나중에 빅벤으로 개명된 젤리코 의류제조사는 블루벨의 주요 경쟁 업체였다. 빅벤은 1926년에 블루벨을 인수한 뒤 블루벨이라는 브랜드를 사용하여 멜빵바지를 계속 생산하였다. 블루벨은 또 다른 브랜드인 케이시 존스도 인수 하였다.

## 멜빵바지와 비슷한 의류

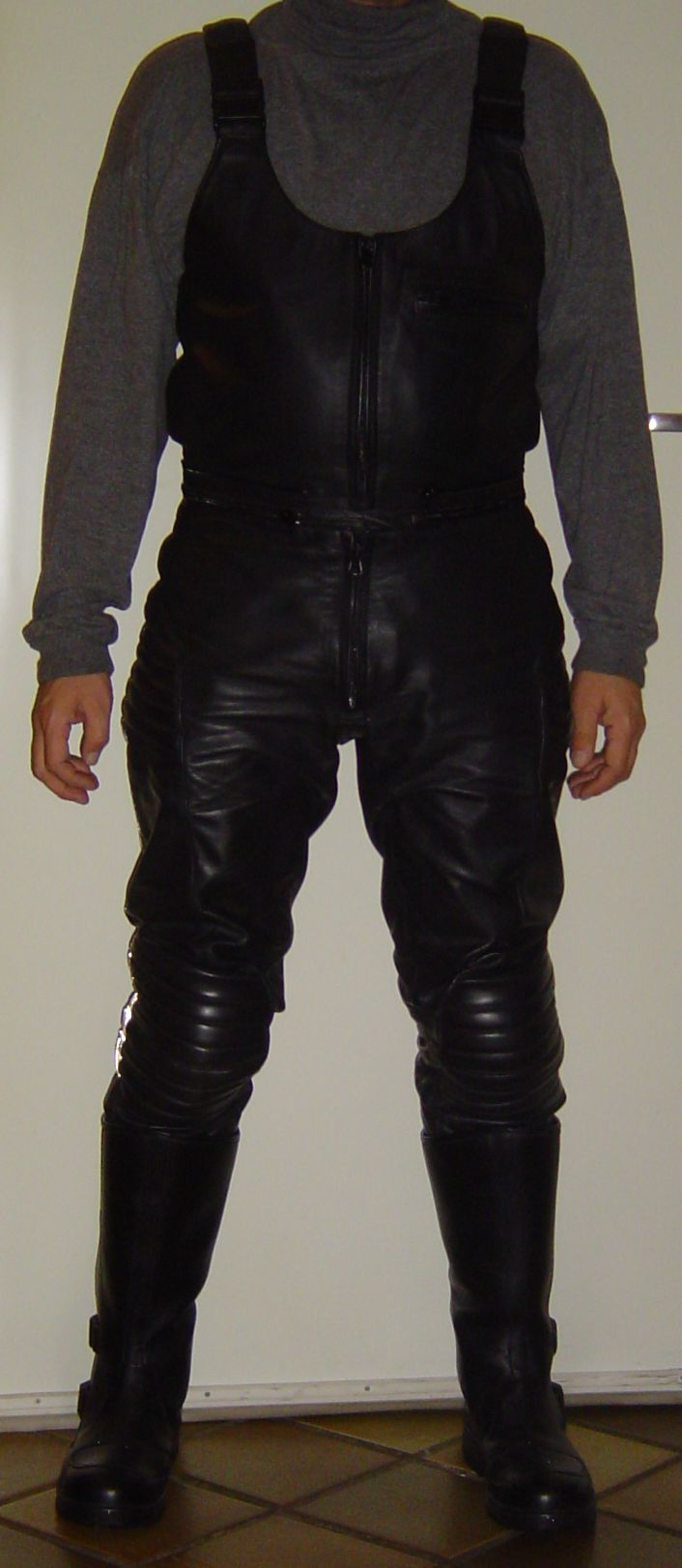
오토바이 라이더를위한 살로페트

쇼트올(Shortalls, Short overalls)은 반바지로 된 멜빵바지이다.
살로페트는 멜빵바지를 가리키는 프랑스어이지만, 일반적인 데님 재질이 아닌 세일링, 스키, 다이빙과 같은 활동을 위해 착용하는 옷의 의미로 사용된다. 대개 바람을 막을 수 있는 재질을 사용하고 가슴받이로 연결되는 어깨끈을 조절할 수 있도록 만든다.
영국 육군에서 오버올은 각반을 착용하는 헐렁한 바지를 의미했다. 1823년 이후 영국 육군은 이 단어를 일반적으로 바지를 의미하는 트라우저(trousers)로 대체했지만, 현재까지도 기병연대와 같은 일부 부대에서 발목부분이 꽉 조여지는 바지의 의미로 사용된다.